# Mäbu
Mäbu es una banda musical española de Bilbao afincada en Madrid que nació a principios del año 2008 y que saltó a la fama gracias a su primer EP, Hallo, cuyo fenómeno llamó la atención de los medios de comunicación.

## Historia

### 2008: La formación de Mäbu
La fundadora del grupo, conocida como María Blanco Uranga (Bilbao, 1988-), hija de los reconocidos cantantes Sergio y Estíbaliz), ya escribía sus propias canciones antes de formar Mäbu. De hecho, todas las canciones de la banda están compuestas por la misma vocalista. El significado de Mäbu tiene origen en las siglas del nombre completo de María: María Blanco Uranga.
La vocalista comenzó cantando en un grupo de versiones y luego fue corista en una banda de reggae. Más tarde, cuando empezó a componer, conoció a Txarlie (Bilbao 1968), ambos encontraron varios paralelismos en sus estilos. En un principio, sólo María y Txarlie daban conciertos. Posteriormente, fueron llegando los demás componentes de Mäbu: Daniel, César y Aridai. Según declaraciones de la artista, las canciones son escritas por ella, pero luego se reúne con el resto del grupo para transformarlas y darles el toque final.

### 2009-2010:Hallo
Mäbu comenzó dando conciertos en pequeños locales por Bilbao y Madrid a mediados de 2008 con algunos temas que ya tenían compuestos. Consiguieron llamar la atención de la compañía discográfica Warner Music Group, que pasaría a convertirse en la compañía editora de su trabajo en marzo de 2009. A finales del mismo año comenzaron a grabar en Bilbao (Estudios Tío Pete, Urdúliz–Bizkaia) y Madrid (Estudios En Blanco, Majadahonda, y El Lado Izquierdo, Pozuelo de Alarcón) el EP Hallo. La razón por la que produjeron un EP antes que un álbum de estudio fue, según las entrevistas, la dificultad de sacar un primer disco para aquellos grupos poco conocidos. 

”El sacar varios EP antes del disco, te va acercando al público y te permite repartir el trabajo a más largo plazo”, dijo María.

 En mayo de 2010 se estrenó el único sencillo del EP, también llamado "Hallo", acompañado de un vídeo musical. En junio de ese mismo año el EP fue oficialmente lanzando siendo promocionado a través de los anuncios de la red Spotify. Gracias a esto, el fenómeno Mäbu se hizo conocido a través de internet, recibiendo el reconocimiento del público. A partir de su publicación realizaron una extensa gira en formato acústico, ofreciendo conciertos más allá de Madrid y Bilbao, hasta entonces los únicos escenarios de sus actuaciones.

### 2011: El álbum debut -Buenos días
El 8 de marzo de 2011 publican su álbum debut: Buenos días, dando a conocer como sencillos «A solas» y «Con mi voz», que lograron buena acogida en internet. «A solas» incluso llegó a sonar en algunas emisoras de radio.

### 2012-2014:Detrás de las luces
A mediados del año 2012, mediante las redes sociales Mäbu dio a conocer la noticia de un nuevo álbum de estudio en periodo de grabación, Detrás de las luces. En octubre del mismo año se estrenó oficialmente como sencillo adelantado «De negro y amarillo». Se estrenó junto con un vídeo lanzado a través de YouTube. Desde noviembre de 2012, Mäbu fue mostrando a través de su canal de YouTube adelantos de canciones como «En las alturas», entre otros. Detrás de las luces se lanzó oficialmente en febrero de 2013. Durante ese año y el siguiente Mäbu fue realizando diferentes giras en acústico y eléctrico tanto dentro como fuera de España. Por otro lado, entre las distintas colaboraciones que realizaron con otros compañeros de la industria en el año 2014, destacó la del rapero Rayden, la cual figura en la lista de canciones de su tercer disco.

### 2015-2017:Buenaventura
Tras anunciar las fechas de los últimos conciertos de la gira Detrás de las luces, la banda aprovechó para promulgar un comunicado a través de su cuenta en Facebook, en el cual informaron de que tras finalizar la gira se centrarían en la composición de su tercer álbum de estudio. Finalmente se dio a conocer el nombre del disco, Buenaventura, que estuvo en producción durante todo el año de 2015. La banda fue informando del proceso de grabación del disco a través de la página EfeEme.com, con una serie de blogs de un total de cuatro capítulos. Según la misma página, el sonido del nuevo álbum se caracterizará por un mayor uso del ámbito electrónico.
Se dio a conocer algunas de las canciones que figurarían en Buenaventura, como «Cara triste» o «Bola de cristal», entre otros.
El 9 de septiembre de 2016 se estrenó el primer sencillo de Buenaventura, «Los amantes».

### 2018:Décimo: Directo en Estudio Uno
En octubre de 2017, Mäbu se reúnen en los estudios Estudio Uno de Colmenar Viejo, Madrid, para grabar un disco en directo recopilando sus grandes éxitos. La convocatoria se abre un número limitado de fanes que asisten a la grabación en vivo durante dos días. El grupo cuenta en cada tema con artistas invitados afines y amigos de la banda grabando los siguientes temas:
1. «Los viajes con Sam» con Jorge Marazu.
2. «Buenos días» con Estíbaliz Uranga.
3. «Quédate a dormir» con Marlango.
4. «Memoria» con Marilia.
5. «La locura» con Rayden.
6. «Paralelo» con Iseo.
7. «Los amantes» con Izal.
8. «Nunca» con Adriana Moragues.
9. «De negro y amarillo» con Mikel Erentxun.
10. «Con mi voz» con Rozalén.

Junto a la grabación de los temas, se publican paralelamente vídeos de cada tema en directo que pueden verse en el canal de Youtube del grupo. El disco se publica bajo el sello independiente Uno Música el 26 de enero de 2018 e inmediatamente le prosigue una gira de presentación por la península ibérica.

### 2020:PrimaverayOtoño
En 2020 el grupo publica dos EP con 6 canciones propias y 2 versiones, como adelanto de su siguiente disco, Un año después, previsto para ser publicado en 2021.
En marzo de 2020 se publica el EP Primavera. El EP incluye las canciones «Primavera», «Utopía», «Terapia» y una versión de «Dos gardenias».
En septiembre del mismo año publican otro adelanto, el EP Otoño, con cuatro canciones, «Otoño», «Mi mala suerte», «Hay una luz» y una versión del tema «Piel», de Sergio y Estíbaliz.

## Estilo e influencias
El grupo Mäbu se describe a sí mismo como una banda de amplio espectro que busca deshacerse de tópicos musicales y fórmulas manidas del pop español, bebiendo influencias del rock independiente, la música de cabaret o el cine, a fin de definir un estilo propio. El estilo de Mäbu es un estilo muy íntimo y personal. Desde siempre la mayor preocupación de la banda ha sido diferenciarse del resto, por esa razón siempre suelen rehuir de posibles etiquetas o comparaciones con otros cantantes de la industria.
En algunas entrevistas a la banda, la vocalista ha declarado que su música está influenciada sobre todo por cantantes de habla anglosajona como Feist, Aimee Mann y Regina Spektor, entre otros. Aparte, también han afirmado escuchar algunos grupos españoles como Vetusta Morla, Depedro o Los Piratas.

### La importancia de los directos
Uno de los rasgos más característicos de Mäbu son sus directos. La banda se ha descrito a sí misma como un grupo que muestra todo su contenido en los conciertos y giras, siendo las versiones de estudio y los vídeos musicales algo secundario, al contrario que otros cantantes de la industria como, por ejemplo, Lana del Rey, que se considera abiertamente una cantante de estudio. 

“El público demanda verdades sin trampa y eso solo lo consigue el directo´´, dijo María.

## Discografía
A finales de 2009 comienzan la grabación de los temas que formarían su álbum debut junto a los técnicos Hadrien Fregnac y Danny Richter. De todas estas grabaciones se extrajo el EP Hallo (Hola en alemán) que se publicó en junio de 2010. El 8 de marzo de 2011 por fin publican su álbum debut Buenos días. Durante el 2012 comenzó la producción del segundo álbum de la banda, que vio la luz en febrero de 2013.
| - 2011: Buenos días - 2013: Detrás de las luces - 2016: Buenaventura - 2018: Décimo: directo en Estudio Uno - 2010: Hallo - 2020: Primavera - 2020: Otoño | - 2010: Física o química Vol. 2 |

### Sencillos
| Año  | Sencillos           | Álbum               |
| ---- | ------------------- | ------------------- |
| 2010 | Hallo               | Hallo               |
| 2011 | A solas             | Buenos días         |
| 2011 | Con mi voz          | Buenos días         |
| 2012 | De negro y amarillo | Detrás de las luces |
| 2013 | Memoria             | Detrás de las luces |
| 2016 | Los amantes         | Buenaventura        |

## Giras musicales
- 2011: Gira Buenos días (marzo-mayo)[16]
- 2012: Mäbu en concierto (noviembre)[17]
- 2013: Gira Detrás de las luces (marzo-julio)[18]
- 2013: Gira acústica "Detrás de las luces" (septiembre-octubre)[19]
- 2014: Gira Detrás de las luces México (febrero)[20]
- 2014: Gira eléctrica "Detrás de las luces" (mayo-julio)[21]
- 2014: Gira eléctrica "Detrás de las luces" México (diciembre)[21]
- 2018: Gira "Décimo aniversario".

## Curiosidades
María Blanco es la hija menor de Sergio Blanco y Estíbaliz Uranga del grupo Mocedades y del famoso dúo musical español Sergio y Estíbaliz. 
En el vídeo musical de Memoria aparece Allende, la hermana mayor de María Blanco, como la protagonista femenina.